# Theodor Niederbach
Theodor Erik Herkules Niederbach, född 25 februari 2002 i Bjästa, är en svensk professionell ishockeyspelare. Niederbach spelar som center för Modo Hockey i Sveriges högsta ishockey-liga, SHL.
Niederbach har tidigare spelat i SHL- klubbarna Frölunda HC, samt Rögle BK. Hans moderklubb är KB 65.
Niederbach gick som spelare nummer 51 totalt i 2020-års NHL Draft, då tingad av klubben Detroit Red Wings.